# Olympiastadion Athen
Das Zentrale Olympiastadion (griechisch Κεντρικό Ολυμπιακό Στάδιο Kendriko Olymbiako Stadio) im Vorort Marousi der griechischen Hauptstadt Athen, im Norden der Region Attika, wird häufig auch als Olympiastadion Athen bezeichnet, nach dem Namensgeber des Gebäudekomplexes auch Olympiastadion Spyros Louis ist ein Fußballstadion mit Leichtathletikanlage im Olympia-Sportkomplex Athen „Spyros Louis“ (OAKA). Es war Hauptort der Olympischen Sommerspiele 2004. Es wird zumeist für Fußballspiele genutzt. Der Namensgeber der Sportstätte, Spyridon „Spyros“ Louis, war der erste Marathonsieger der Olympischen Spiele der Moderne und lebte bis zu seinem Tod in Marousi.
1982 eröffnet, wurde die Anlage von drei Fußballvereinen als Heimspielstätte genutzt: von Olympiakos Piräus sowie den Athener Clubs AEK und Panathinaikos. Außerdem wurden in der Arena Endspiele der UEFA Champions League und weitere große Sportveranstaltungen ausgetragen. Im Olympiastadion werden zudem häufig Konzerte veranstaltet.
Von 2002 bis 2004 wurde das Stadion unter der Leitung von Santiago Calatrava für die Olympischen Spiele umfangreich renoviert, wobei der Arena unter anderem ein Dach aufgesetzt wurde. Nach geringfügigen Veränderungen in Folge der Olympischen Spiele bietet die Arena heute für 69.618 Gäste Platz und ist damit das größte Stadion Griechenlands sowie eines der größten der Welt.

## Lage und Verkehrsanbindung
Die Arena liegt in der Athener Vorstadt Marousi. Offizielle Adresse ist 37, Leoforos Kifisias (Λεωφόρος Κηφισίας ‚Kifisias-Boulevard‘ 37), der Eingang befindet sich am Leoforos Olymbioniki Spyro Loui, der südlich zum Stadion führenden Querstraße. Das Stadion ist Teil des Athener Olympia-Sportkomplexes, welcher sich neun Kilometer nordöstlich des Stadtzentrums beziehungsweise 22 Kilometer vom Flughafen von Athen befindet. Die Stätte befindet sich am südöstlichen Rand des Sportkomplexes und ist auch mit Kraftfahrzeugen erreichbar.
Das Stadion kann durch die Haltestelle Irini (Ειρήνη), die sich in unmittelbarer Nähe des Olympia-Sportkomplexes befindet, mit der Linie 1 (ISAP, ΗΣΑΠ) der Metro erreicht werden. Von dort aus ist noch ein zehnminütiger Fußweg über den Sportkomplex zur Arena erforderlich. In etwa gleicher Entfernung befindet sich die Station Neratziotissa (Νεραντζιώτισσα), an der auch ein Umstieg zur S-Bahn Proastiakos möglich ist. Zudem bedienen Linienbusse eine Haltestelle in der Nähe des Olympiastadions.

## Geschichte

### Entstehung

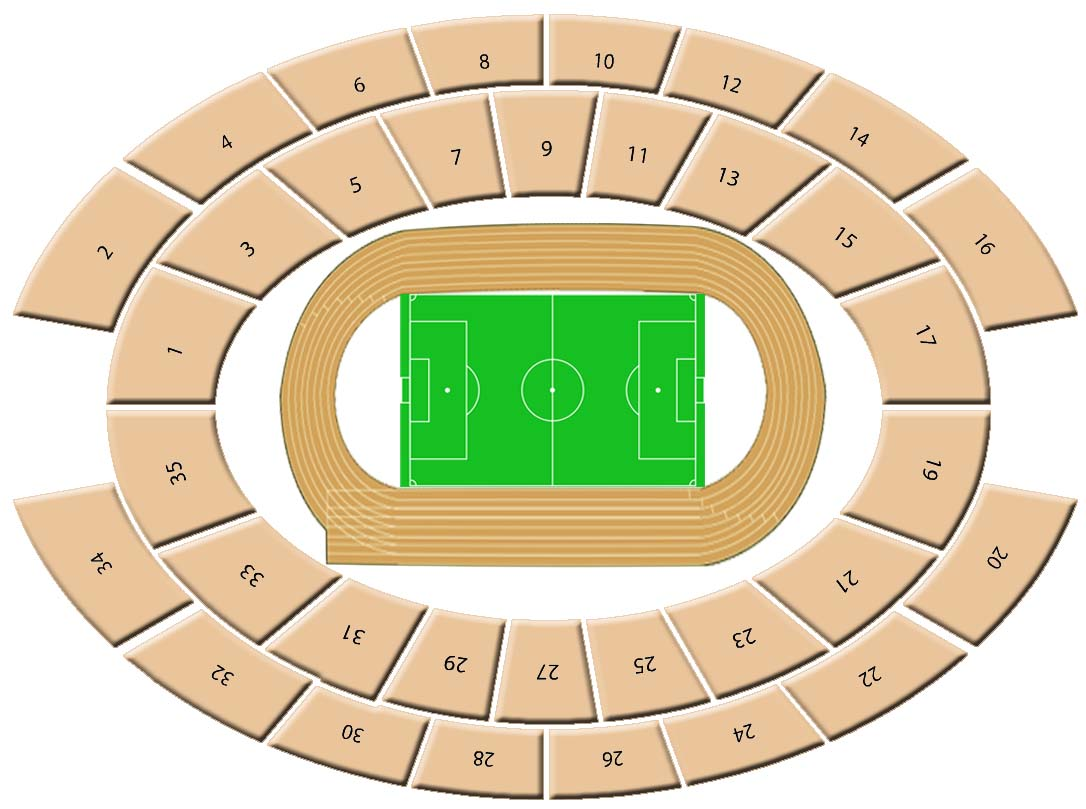
Stadionplan

Das Olympiastadion wurde als Teil des Olympia-Sportkomplexes im Jahr 1979 von der deutschen Firma Weidleplan entworfen. In der Arena sollten ursprünglich die Olympischen Sommerspiele 1996 stattfinden, weil die ersten Olympischen Spiele der Neuzeit 100 Jahre zuvor ebenfalls in Athen ausgetragen wurden. Entgegen diesen Vorstellungen erhielt jedoch die Mitbewerberstadt Atlanta den Zuschlag vom Internationalen Olympischen Komitee.
Der Spatenstich für den Bau des 50 Millionen Deutsche Mark teuren Stadions erfolgte am 7. Januar 1980. Bauende war bereits 1982, da die Arena rechtzeitig zu den Leichtathletik-Europameisterschaften 1982 fertig werden musste. Das Stadion konnte mit dem damals neuartigen Vorfertigungsverfahren errichtet werden: So sind die vier Säulen, die jeweils 600 Tonnen schwer waren und durch ein Gestell gestützt wurden, nach dieser Vorgehensweise fertiggestellt worden. Die außerhalb des Baus befestigten Säulen, die das Flutlicht auf 62 Meter Höhe hielten, wurden das auffälligste Merkmal des Stadions.
Das Gelände wurde nach dem ersten Sieger des Marathonlaufs in modernen Olympischen Spielen von 1896, Spyridon Louis, benannt. Er lebte bis zu seinem Tod 1940 in der Gegend, in der das Stadion steht.
Vom europäischen Fußballverband UEFA wird das Stadion in der höchsten Kategorie (Kategorie 4 beziehungsweise bis 2010 Elitestadion) klassifiziert. Die oval angelegte Spielstätte kann durch 34 Eingangstore betreten werden. Dabei führen die Eingangstore mit ungeraden Nummern zu den unteren Plätzen und die mit geraden Nummern zu den oberen. Das Bauwerk hat jedoch keine Eingangstore mit den Nummern 18 und 36, da sich dort die Stadionanzeige befindet. Zusätzlich bietet die Stätte 16 V.I.P.-Logen. Das Bauwerk hat eine Spielfläche von 105 mal 68 Meter Rasen, die von einer 400-Meter-Laufbahn umgeben ist.

### Das ursprüngliche Stadion
Am 8. September 1982 wurden im inzwischen fertig errichteten Stadion die Leichtathletik-Europameisterschaften eröffnet. Aufmerksamkeit erhielt dabei der Zehnkampf, an dem drei Athleten, die sich 1982 in der Weltrekordliste abgelöst hatten, gegeneinander antraten: Guido Kratschmer, Daley Thompson und Jürgen Hingsen. Daraus ging Thompson als Sieger hervor. Bei den Männern wurden zudem 23 weitere Disziplinen ausgetragen, während die Frauen in insgesamt 17 Disziplinen gegeneinander antraten. Die meisten Goldmedaillen gewann die DDR, gefolgt von der Bundesrepublik Deutschland und der Sowjetunion. Im Gesamtmedaillenspiegel fand sich die Sowjetunion hingegen vor der Bundesrepublik.
Im selben Jahr wurde mit 75.263 Menschen im Spiel Olympiakos Piräus gegen den Hamburger SV der Zuschauerrekord der Sportstätte erreicht. Piräus, vom Karaiskakis-Stadion ausgewichen, unterlag im Europapokalspiel mit 0:4. In derselben Saison, am 25. Mai 1983, wurde in der Arena das Europapokal-der-Landesmeister-Endspiel, des höchsten Vereinswettbewerbs im europäischen Fußball, ausgetragen, wobei Juventus Turin dem erneut im Olympiastadion spielenden Verein Hamburger SV durch ein Tor von Felix Magath mit 0:1 unterlag. Im Jahr 1984 übernahm Panathinaikos Athen das Olympiastadion als Heimstätte, nachdem das Apostolos-Nikolaidis-Stadion, ihre vorherige Heimstätte, baufällig geworden war. Olympiakos Piräus entschied sich ebenfalls von 1984 bis 1989 sowie zwischen 1997 und 2002 im Olympiastadion statt im Karaiskakis-Stadion seine Heimspiele auszutragen. Auch AEK Athen nutzte die Multifunktionssportstätte zwischen 1985 und 1987, entschied aber daraufhin in die ursprüngliche Heimstätte, das Nikos-Goumas-Stadion, zurückzukehren. In den 1980er Jahren spielten somit die drei größten griechischen Fußballvereine zeitweise im selben Stadion, sodass in der Saison 1985/86 mit 1.784.844 verkauften Tickets in 45 ausgetragenen Spielen die meisten Karten in einer Saison in Griechenland verkauft wurden. Zudem wurde hier am 13. Mai 1987 das Endspiel des Europapokals der Pokalsieger ausgetragen. Dabei besiegte Ajax Amsterdam den Gegner Lokomotive Leipzig durch ein Tor von Marco van Basten mit 1:0.
Neben Fußball- und Leichtathletikspielen fanden in der Arena schon vor den Olympischen Spielen Konzerte statt. So spielten zahlreiche Sänger und Bands, wie am 31. Mai 1989 Pink Floyd auf ihrer Tour A Momentary Lapse of Reason, vor einem großen Publikum.
Am 18. Mai 1994 wurde im Olympiastadion zum zweiten Mal das Finale des höchsten europäischen Fußballvereinswettbewerbs, nun als UEFA Champions League bezeichnet, ausgetragen. Dabei besiegte der AC Mailand den FC Barcelona mit 4:0 nach zwei Toren von Daniele Massaro und jeweils einem weiteren von Dejan Savićević sowie Marcel Desailly. Darüber hinaus fanden 1997 vom 1. bis zum 10. August im Stadion die Leichtathletik-Weltmeisterschaften statt. Während bei den Männern mit 24 Wettbewerben genauso viele Sportler wie bei der Europameisterschaft die Goldmedaille gewinnen konnten, wurden die Disziplinen bei den Frauen um drei auf 20 aufgestockt. Die meisten Goldmedaillen gewannen die Vereinigten Staaten, gefolgt von Deutschland und Kuba. Im Gesamtmedaillenspiegel wurde Kuba hinter Kenia und der Ukraine Fünfter, während die Vereinigten Staaten und Deutschland auch hier auf Platz eins und zwei die Meisterschaften beendeten.
Das Internationale Olympische Komitee gab am 5. September 1997 bekannt, dass die Bewerberstadt Athen mit dem Olympiastadion als Hauptstätte die Olympischen Sommerspiele 2004 austragen soll. Sechs Jahre darauf zog Panathinaikos Athen nach Abschluss der Sanierungsarbeiten in ihre ursprüngliche Heimstätte, das Apostolos-Nikolaidis-Stadion, zurück. 2002 kehrte Olympiakos Piräus ebenfalls in das eigene Stadion wieder. Die griechische Nationalmannschaft absolvierte von 1982 bis einschließlich 2001 insgesamt 51 Länderspiele im Olympiastadion. Außerdem fanden zwischen 1983 und 2002 in der Arena mit Unterbrechungen jährlich das Endspiel des Fußballpokals von Griechenland statt.

### Umbau

Die Bögen und die Dachkonstruktion

Noch im selben Jahr, in dem Olympiakos Piräus auszog, begannen Arbeiten, um das Stadion für die Olympischen Spiele 2004 zu sanieren, wobei die Neuerungen, die insbesondere das Dach betrafen, vom spanischen Architekten Santiago Calatrava vorgenommen wurden. Calatrava stellte seine Umbaupläne für den gesamten Olympia-Sportkomplex 2001 vor, musste allerdings in den folgenden Jahren häufig von ihnen abweichen. Nachdem beispielsweise Zweifel geäußert wurden, ob das Dach den statischen Anforderungen standhalten würde, wurde das Dachdesign leicht verändert: So wurde, um starken Winden besser standhalten zu können, die Dachmitte weiter oberhalb gebaut, als es ursprünglich vorgesehen war. Damit soll das Arenadach nun Stürmen mit einer Geschwindigkeit von 120 Kilometern pro Stunde standhalten können. Ebenfalls wurde das Design der vier Baugrundlagen stark verändert, sodass sich letztendlich auch das Material für die transparenten Platten des Dachs geändert hat. In Calatravas ursprünglichen Stadionplänen sollte Glas für die Konstruktion verwendet werden, doch entschied man sich aufgrund des geringeren Gewichtes für ein spezielles Polycarbonat. Im Jahr 2003, während die Bauarbeiten bereits im Gange waren, stellte Calatrava schließlich die finalen Pläne vor, welche dennoch nicht den endgültigen Sportkomplex darstellten.
Es wurde jeweils ein Bogen im Westen und im Osten errichtet, wobei der westliche Bogen eine Spannweite von 304 Metern und eine maximale Höhe von 72 Metern hat. Sie liegen 80 Meter voneinander entfernt und sind dreieinhalb Meter dick. Der östliche Bogen wurde 65 Meter von seiner letztendlichen Positionierung montiert und der westliche 72 Meter entfernt. Nach der Fertigstellung mussten die Bögen in die richtige Position geschoben werden. Dabei wurde erst der westliche, dann der östliche Bogen befestigt, nachdem zuvor das Stadiondach komplett angebracht worden war. Das aus 5.000 Polycarbonat-Platten gebaute Dach hat ein Gewicht von rund 19.000 Tonnen und überdacht 25.000 Quadratmeter. Allein die Renovierungskosten des Stadions für die Olympischen Spiele betrugen laut offiziellen Angaben 156 Millionen Euro, nach Angaben des IOC-Präsidenten Jacques Rogge sogar 191 Millionen Euro. Ursprünglich wurden die Kosten des Umbaus auf 80 Millionen Euro geschätzt.
Das aus zwei Hälften bestehende Stadiondach, das unter den beiden Bögen liegt, bedeckt gut 95 Prozent der Zuschauerplätze und reflektiert durch die Konstruktion circa 60 Prozent der Sonnenstrahlen, damit sich die Sportstätte im Sommer nicht aufheizt. Zudem entsteht durch die Konstruktion ein permanenter Luftzug in der Arena, der das Publikum zusätzlich abkühlen soll. Die Polycarbonatplatten des Daches sind durch je ein Kabelseil mit einem der Bögen verbunden, welche die Konstruktion stabilisieren. Die Flutlichtsäulen wurden entfernt und die Beleuchtung durch in der Decke installierte Flutlichter ersetzt.
Das vorgefertigte, gewölbte Dach, das auf Polytetrafluorethylen-Platten an den jeweiligen Seiten gebaut wurde, sollte ursprünglich durch ein Schritt-für-Schritt-Verfahren montiert werden, indem die vorgefertigte Konstruktion mit Hilfe von Seilen, Spannfutter und einem Kurztakt-Hydraulikheber auf das Stadion gebracht wird. Allerdings hätte für diese Technik das Dach über Edelstahlplatten gezogen werden müssen, um es durch Schienen auf die riesigen Betonbalken zu bringen. Eine Computersimulation zeigte jedoch, dass es durch die Reibung des Polytetrafluorethylen mit dem Edelstahl zu einem Haftgleiteffekt gekommen wäre, was zu Problemen geführt hätte, sodass die Idee schließlich verworfen wurde. Bei einer Besprechung mit dem Produktionsunternehmen Enerpac wurde schließlich der ausschlaggebende Ratschlag erteilt, mit ziehenden Langhubzylindern, die durch Hydraulikpumpen angetrieben werden, das Dach Schritt für Schritt an die richtige Stelle zu bringen. Auf das Aussehen des Stadions nach dem Umbau hatte diese Technik nur geringfügige Auswirkungen und das Dach wurde in den Monaten Mai und Juni 2004 angebracht. Wegen der Probleme wurde das Stadion zwar später als geplant fertig, konnte jedoch zwei Wochen vor den Olympischen Spielen wiedereröffnet werden.
Der Stadionumbau geriet mit allen Bauten, die für die Olympischen Sommerspiele von 2004 gebaut und saniert wurden, in Folge der griechischen Staatsschuldenkrise seit 2010 in die Kritik. Der griechische Staat, Eigentümer der Olympiaanlagen, wollte für die Bauten ursprünglich ein Budget von 4,6 Milliarden Euro bereitstellen. Dieses musste jedoch nach offiziellen Angaben auf 11,2 Milliarden Euro erhöht werden, wobei Schätzungen sogar von etwa 20 Milliarden Euro Gesamtkosten ausgingen. Laut einem Artikel von Gerd Höhler, Autor der Zeitung Die Zeit, wurden die Bauwerke der Spiele Griechenland damit zum Verhängnis:

„Nachdem das Haushaltsdefizit 2002 noch bei erträglichen 3,7 Prozent des Bruttoinlandsprodukts gelegen hatte, schoss die Quote im Olympiajahr auf 7,5 Prozent. Binnen einem Jahr stieg die Staatsverschuldung von 182 auf 201 Milliarden Euro. Damit war der Weg Griechenlands in das Schuldendesaster vorgezeichnet.“

Für die Wartung und Sicherheit der Dachkonstruktion war zu Bauzeiten ein Plan ausgearbeitet worden, der von der verantwortlichen Sonderstelle für Kulturbauten (ΕΥΔΕ/ΕΠΤΑ) bis in die Gegenwart eingehalten und gepflegt wird. Über die weiteren Kosten, beispielsweise des regelmäßigen Anstrichs, entstand ein Konflikt, in dessen Folge sich das Kulturministerium 2013 an das Parlament wandte. Der optische Zustand der Konstruktion hatte der internationalen Tagespresse Anlass zur Spekulation über den Zustand des Bauwerks gegeben. So schlussfolgerte Die Welt aus dem Oberflächenrost eine Verrottung des Bauwerks.

### Olympische Spiele 2004

Das Olympische Feuer bei der Eröffnungszeremonie der Olympischen Spiele

Am 13. August 2004 wurden im Olympiastadion die Spiele der 28. Olympischen Sommerspiele mit einer Zeremonie eröffnet. Gianna Angelopoulos-Daskalaki, Präsidentin des Organisationskomitees ATHOC, begrüßte die Spiele vor 74.000 Zuschauern in Anspielung auf die Olympischen Spiele der Antike mit den Worten „Olympische Spiele, willkommen zu Hause!“. Vor dem Einmarsch der Sportler wurde unter den Leitmotiven „Human Heartbeat“ („menschlicher Herzschlag“) und „Running“ („Laufen“) eine Show mit mehr als 4.000 Künstlern aufgeführt. Um 23:46 Uhr Ortszeit wurden nach den Ansprachen von Angelopoulos-Daskalaki und IOC-Präsident Jacques Rogge die Olympischen Spiele im Olympiastadion eröffnet und das olympische Feuer nach einem Fackellauf von über 78.000 Kilometern durch den Surf-Olympiasieger Nikolaos Kaklamanakis in der Arena entfacht.
Um nach der Eröffnungsfeier in der Arena die Spiele austragen zu können, wurde dem abgesenkten Betonboden der Stadionmitte, der zur Zeremonie ein Wasserbassin beherbergte, mit Hilfe von Experten der Michigan State University innerhalb von vier Tagen ein tragbarer Rasen aufgelegt. Dieser wurde in 6.000 Teile zerlegt und in die Spielstätte gebracht. Für diese Aktion arbeiteten die amerikanischen Experten mehrere Monate an der Zusammensetzung der Wurzelzonen und den Gräsern. Dabei stellten neben der Geschwindigkeit und den Belastungen durch die Sportereignisse auch die Klimabedingungen Griechenlands eine Herausforderung dar. Die Rasenteile mit einer Fläche von je 1,2 mal 1,2 Meter wurden auf der acht Hektar großen Zementoberfläche der Arena angebracht, wobei seitlich zwei Entwässerungsrinnen angebracht wurden. Die Bewässerung selbst kann durch 35 Selbstbewässerungsanlagen automatisch geregelt werden. Ein weiteres System macht es möglich, den Rasen von der Zementoberfläche wegzubewegen, sodass diese für unterschiedliche Veranstaltungen genutzt werden kann.
Bis auf den Marathonlauf, der im Panathinaiko-Stadion beendet wurde, und dem Kugelstoßwettbewerb, der im antiken Stadion von Olympia ausgetragen wurde, fanden alle Leichtathletikwettbewerbe im Olympiastadion statt. Der erste Mann, der sich olympisches Gold im Stadion holte, war am 20. August Ivano Brugnetti im 20-Kilometer-Gehen. Die erste Frau, die dort Gold gewann, war Natalja Sadowa in der Disziplin Diskuswurf am Tag darauf. Es wurden weitere 23 Leichtathletikdisziplinen bei den Männern sowie 21 bei den Frauen ausgetragen. Dabei sammelten die Vereinigten Staaten vor Russland die meisten Goldmedaillen in der Leichtathletik und führten damit vor Jamaika den Disziplinen-Medaillenspiegel an. Im Goldmedaillenspiegel folgten das Vereinigte Königreich sowie Schweden Russland und den Vereinigten Staaten.
Im Fußballfinale, das am 28. August als einziges Spiel nebst den Leichtathletik-Wettbewerben im Olympiastadion ausgetragen wurde, setzte sich die Mannschaft von Argentinien gegen die von Paraguay vor einer Kulisse von über 41.000 Zuschauern durch ein Tor von Carlos Tévez mit 1:0 durch. Am darauffolgenden Tag wurden die Spiele 16 Tage nach der Eröffnung mit einer Schlussfeier, die ebenfalls in der Arena abgehalten wurde, vor 72.000 Zuschauern beendet. Die abschließende Ansprache hielt Jacques Rogge. An der Zeremonie nahm Pekings Bürgermeister Wang Qishan für den Gastgeber der folgenden Spiele die olympische Traditionsfahne entgegen.
Am 17. September 2004 wurden im Stadion zudem die 12. Sommer-Paralympics eröffnet. Sie sollten am 28. September feierlich beendet werden. Wegen eines Unfalls, bei dem 41 Menschen, darunter 37 Kinder, auf dem Weg zur Schlussfeier starben, wurde der künstlerische und unterhaltsame Teil der Schlussfeier jedoch abgesagt.

### Nach den Olympischen Spielen
Das Stadion hat heute eine Kapazität von 69.618 Zuschauern und wird vom Athener Olympia-Sportkomplex AOSC betrieben, dessen griechische Initialen OAKA (griechisch Ολυμπιακό Αθλητικό Κέντρο Αθηνών, Olympisches Sportzentrum Athen) gleichsam den Spitznamen der Arena darstellen. Nach den Olympischen Spielen zogen AEK und Panathinaikos Athen, deren Stadien baufällig geworden waren und nicht mehr den Sicherheitsvorschriften entsprachen, erneut in das Olympiastadion um. Beide Vereine machten in der Folge Pläne, eine eigene neue Heimstätte zu errichten, Panathinaikos etwa mit dem Marfin-Stadion. Das Nikos-Goumas-Stadion, alte Heimstätte von AEK Athen, wurde infolge eines Erdbebens abgerissen und im Jahr 2022 durch einen Neubau (Agia-Sofia-Stadion) ersetzt. Somit ist das Olympiastadion einem Bericht der Zeitung Die Welt aus dem Jahr 2012 zufolge eine der wenigen olympischen Sportstätten von 2004, die auch noch nach den Olympischen Spielen als Sportstätte genutzt wird. Ursprünglich planten angeblich die Athener Olympia-Strategen, den Sportkomplex in einen Freizeitpark umzubauen.
Es fanden nach den Spielen weiterhin Konzerte im Olympiastadion statt. So hatte beispielsweise George Michael am 26. Juli 2007 auf seiner Tournee 25 Live einen Auftritt, Madonna machte am 27. September 2008 einen Zwischenstopp auf ihrer Tour Sticky & Sweet, am 3. September 2010 war U2 auf der 360° Tour zu hören.
Am 6. Juli 2022 waren die Scorpions im Rahmen ihrer Rock Believer Wordtour im Stadion zu Gast. Seit 2005 beherbergt das Olympiastadion, als erstes Stadion überhaupt, die Super Special Stage der Acropolis Rallye als Teil der Rallye-Weltmeisterschaft. Im Jahr 2007 fand im Olympiastadion erneut das Champions-League-Finale statt, wobei wieder der AC Mailand mit einem 2:1-Sieg gegen den FC Liverpool den Titel gewann. Hierbei erzielte Filippo Inzaghi beide Mailänder Treffer und Dirk Kuyt in der vorletzten Spielminute das Anschlusstor für den FC Liverpool. Seit 2009 findet im Stadion erneut alljährlich das Pokalfinale Griechenlands statt. Noch im selben Jahr spielte die griechische Nationalmannschaft zum ersten Mal seit dem Umbau im Olympiastadion. Neben einem weiteren Spiel im selben Jahr fanden in der Sportstätte 2009 drei Fußballländerspiele gegen Lettland, Luxemburg und die Ukraine statt.
Griechenland bewarb sich gemeinsam mit der Türkei als Gastgeber der Fußball-Europameisterschaften 2008 und 2012, wobei im Athener Olympiastadion das Finale hätte stattfinden sollen. Die Bewerbungen scheiterten jedoch: 2008 ging der Wettbewerb an Österreich und die Schweiz und für 2012 entschied die UEFA zugunsten von Polen und der Ukraine.
In der Saison 2011/12 kam es im Derby zwischen Panathinaikos Athen gegen Olympiakos Piräus zu Ausschreitungen. Während das Auswärtsteam nach elf absolvierten Minuten mit 0:1 führte, warfen Hooligans des Heimteams Molotowcocktails auf die mit etwa 50.000 Zuschauern besetzten Tribünen und das Spielfeld. Das Spiel musste abgebrochen werden und wurde mit 3:0 für Olympiakos Piräus gewertet. Zudem wurden Panathinaikos fünf Punkte abgezogen. Es kam zu 30 Brandstellen in der Arena und zu 57 Festnahmen. Am vorletzten Spieltag der Saison 2012/13 stürmten mehrere Fans von AEK Athen im Spiel gegen Panthrakikos, die in der 87. Minute in Führung gegangen waren, den Platz. Das Spiel wurde in der Folge abgebrochen und mit 0:3 für Panthrakikos gewertet. AEK Athen stieg daraufhin erstmals in der Vereinsgeschichte ab, nachdem ihm zusätzlich drei Punkte abgezogen worden waren. Im Mai 2013 musste AEK seine Insolvenz erklären, sodass im Stadion in der Folgesaison nur Drittligaspiele regelmäßig ausgetragen wurden. Am 6. November 2013 gab der Verein bekannt, bis Ende 2015 in Nea Filadelfia eine eigene neue Heimstätte unter dem Namen Hagia-Sophia-Stadion errichten zu wollen. Allerdings kam das Stadion bis Ende 2015 nicht über die Planungsphase heraus.
Da Panathinaikos Athen in der Saison 2013/14 die Miete für das Olympiastadion nicht mehr aufbringen konnte und zudem bemängelte, der Verein müsse eine höhere Miete zahlen als AEK, spielt der Verein seither wieder im sanierten Apostolos-Nikolaidis-Stadion. Die Rückkehr in das Apostolos-Nikolaidis-Stadion sollte auch als politisches Druckmittel dienen, den eigenen Stadionneubau voranzutreiben, da Panathinaikos, solange es im Olympiastadion geblieben wäre, als Mieter die Arena unterhalten hätte. Ein weiterer Umzugsgrund waren die geringen Zuschauerzahlen, durch die im Olympiastadion keine Stimmung aufkam.
Griechenlands Fußballverband Elliniki Podosferiki Omospondia überlegte, die Hauptolympiastätte von 2004 für die pankontinentale Fußball-Europameisterschaft 2020, bei der alle europäischen Nationalverbände jeweils bis zu zwei Stadien in ihrem Land für das Event vorschlagen durften, zu bewerben. Dabei konnte jeder Verband nur für maximal eine Sportstätte den Zuschlag erhalten. Bereits im Februar 2014 gab jedoch der Elliniki Podosferiki Omospondia bekannt, keine Bewerbung für das Fußballturnier zu machen.
Eine der letzten großen Veranstaltungen im Athener Olympiastadion war der internationale Kongress der Zeugen Jehovas im Jahre 2014. Insgesamt waren 35.863 Personen im Stadion anwesend. Außerdem verfolgten 3.093 Anwesende in Zypern und Belgien Teile des christlichen Gottesdienstes per Videostreaming; damit lag die Besucherhöchstzahl bei insgesamt 38.956. Unter den Besuchern waren Delegierte aus Südkorea, Kroatien, Rumänien, Südafrika, der Türkei, Ungarn und den Vereinigten Staaten.
Am 6. Oktober 2023 wurde bekannt, dass am Dach des Stadions und des nahegelegenen Olympischen Velodroms, die beide vom selben Architekten entworfen wurden, Mängel entdeckt wurden, die zur sofortigen Aussetzung aller Veranstaltungen in beider Sportstätten führten. Eine Folgeuntersuchung wurde eingesetzt. Die Mängel wurden im Rahmen von Renovierungsarbeiten an beiden Sportstätten, die vom Betreiber des Olympiasport-Komplexes OAKA, dem Υπουργείο Παιδείας, Θρησκευμάτων και Αθλητισμού [Ypourgeío Paideías, Thriskevmáton kai Athlitismoú, deutsch Ministerium für Bildung, religiöse Angelegenheiten und Sport] und dem Assets Development Fund of the Hellenic Republic (TAIPED) getragen werden.
Das Olympiastadion soll Ende März bis spätestens Mitte April 2024 wiedereröffnet werden. Dies gab Premierminister Kyriakos Mitsotakis in den sozialen Netzwerken bekannt. Im Zuge der am Stadion laufenden Wartungsarbeiten wurden 5.000 Polycarbonatplatten vom Dach entfernt. Zwei am 8. und 9. Juni 2024 geplante Konzerte der Pop-Rock-Band Coldplay können wie geplant stattfinden. Für die beiden Veranstaltungen wurden 122.000 Eintrittskarten verkauft.

## Ausgewählte Fußballspiele
In der folgenden Liste werden Länderspiele und Endspiele eines internationalen Fußballwettbewerbs aufgelistet, deren Begegnungen im Olympiastadion bestritten wurden.
| Mannschaft     | Gegner                   | Ergebnis | Datum         | Anlass                                                | Zuschauer |
| -------------- | ------------------------ | -------- | ------------- | ----------------------------------------------------- | --------- |
| Griechenland   | Schweiz                  | 1:3      | 1. Dez. 1982  | Freundschaftsspiel                                    | 20.000    |
| Hamburger SV   | Juventus Turin           | 1:0      | 25. Mai 1983  | Endspiel des Europapokals der Landesmeister 1983      | 73.500    |
| Griechenland   | Dänemark                 | 0:2      | 16. Nov. 1983 | Qualifikation der Europameisterschaft 1984            | 38.000    |
| Griechenland   | DDR                      | 1:3      | 15. Feb. 1984 | Freundschaftsspiel                                    | 10.000    |
| Griechenland   | Tschechoslowakei         | 0:1      | 5. Sep. 1984  | Freundschaftsspiel                                    | 04.136    |
| Griechenland   | Israel                   | 2:2      | 9. Okt. 1984  | Freundschaftsspiel                                    | 02.500    |
| Griechenland   | Rumänien                 | 2:1      | 5. Dez. 1984  | Freundschaftsspiel                                    | 01.800    |
| Griechenland   | Belgien                  | 0:0      | 19. Dez. 1984 | Qualifikation der Weltmeisterschaft 1986              | 45.000    |
| Griechenland   | Albanien                 | 2:0      | 27. Feb. 1985 | Qualifikation der Weltmeisterschaft 1986              | 20.000    |
| Griechenland   | Italien                  | 0:0      | 13. März 1985 | Freundschaftsspiel                                    | 15.000    |
| Griechenland   | Polen                    | 1:4      | 19. Mai 1985  | Qualifikation der Weltmeisterschaft 1986              | 40.000    |
| Griechenland   | Zypern                   | 0:0      | 19. Feb. 1986 | Freundschaftsspiel                                    | 02.500    |
| Griechenland   | DDR                      | 2:0      | 26. März 1986 | Freundschaftsspiel                                    | 07.000    |
| Griechenland   | Ungarn                   | 2:1      | 12. Nov. 1986 | Qualifikation der Europameisterschaft 1988            | 60.000    |
| Griechenland   | Zypern                   | 3:1      | 14. Jan. 1987 | Qualifikation der Europameisterschaft 1988            | 40.850    |
| Ajax Amsterdam | 1. FC Lokomotive Leipzig | 1:0      | 13. Mai 1987  | Endspiel des Europapokals der Pokalsieger 1987        | 35.000    |
| Griechenland   | Polen                    | 1:0      | 29. Apr. 1987 | Qualifikation der Europameisterschaft 1988            | 68.324    |
| Griechenland   | Nordirland               | 3:2      | 17. Feb. 1988 | Freundschaftsspiel                                    | 09.753    |
| Griechenland   | Sowjetunion              | 0:4      | 23. März 1988 | Freundschaftsspiel                                    | 18.000    |
| Griechenland   | Dänemark                 | 1:1      | 19. Okt. 1988 | Qualifikation der Weltmeisterschaft 1990              | 19.349    |
| Griechenland   | Portugal                 | 1:2      | 25. Jan. 1989 | Freundschaftsspiel                                    | 01.000    |
| Griechenland   | England                  | 1:2      | 8. Feb. 1989  | Freundschaftsspiel                                    | 03.364    |
| Griechenland   | Norwegen                 | 4:2      | 22. Feb. 1989 | Freundschaftsspiel                                    | 0994      |
| Griechenland   | DDR                      | 3:2      | 8. März 1989  | Freundschaftsspiel                                    | 01.200    |
| Griechenland   | Türkei                   | 0:1      | 29. März 1989 | Freundschaftsspiel                                    | 05.500    |
| Griechenland   | Jugoslawien              | 1:4      | 5. Apr. 1989  | Freundschaftsspiel                                    | 02.000    |
| Griechenland   | Rumänien                 | 0:0      | 26. Apr. 1989 | Qualifikation der Weltmeisterschaft 1990              | 15.000    |
| Griechenland   | Bulgarien                | 1:0      | 15. Nov. 1989 | Qualifikation der Weltmeisterschaft 1990              | 01.500    |
| Griechenland   | Belgien                  | 2:0      | 17. Jan. 1990 | Freundschaftsspiel                                    | 02.000    |
| Griechenland   | Israel                   | 2:1      | 28. März 1990 | Freundschaftsspiel                                    | 01.300    |
| Griechenland   | Ägypten                  | 6:1      | 10. Okt. 1990 | Freundschaftsspiel                                    | 01.806    |
| Griechenland   | Malta                    | 4:0      | 31. Okt. 1990 | Qualifikation der Europameisterschaft 1992            | 12.000    |
| Griechenland   | Albanien                 | 0:2      | 4. Sep. 1991  | Freundschaftsspiel                                    | 01.500    |
| Griechenland   | Finnland                 | 2:0      | 30. Okt. 1991 | Qualifikation der Europameisterschaft 1992            | 08.000    |
| Griechenland   | Island                   | 1:0      | 13. Mai 1992  | Qualifikation der Weltmeisterschaft 1994              | 08.000    |
| Griechenland   | Luxemburg                | 2:0      | 17. Feb. 1993 | Qualifikation der Weltmeisterschaft 1994              | 42.000    |
| Griechenland   | Russland                 | 1:0      | 17. Nov. 1993 | Qualifikation der Weltmeisterschaft 1994              | 60.000    |
| Griechenland   | Saudi-Arabien            | 5:1      | 27. Apr. 1994 | Freundschaftsspiel                                    | 06.000    |
| AC Mailand     | FC Barcelona             | 4:0      | 18. Mai 1994  | Endspiel der UEFA Champions League 1994               | 70.000    |
| Griechenland   | San Marino               | 2:0      | 16. Nov. 1994 | Qualifikation der Europameisterschaft 1996            | 20.000    |
| Griechenland   | Schottland               | 1:0      | 18. Dez. 1994 | Qualifikation der Europameisterschaft 1996            | 18.000    |
| Griechenland   | Schweiz                  | 1:1      | 8. März 1995  | Freundschaftsspiel                                    | 03.000    |
| Griechenland   | Slowenien                | 2:0      | 24. Apr. 1996 | Qualifikation der Weltmeisterschaft 1998              | 07.500    |
| Griechenland   | Albanien                 | 2:1      | 14. Aug. 1996 | Freundschaftsspiel                                    | 01.300    |
| Griechenland   | Dänemark                 | 0:0      | 11. Okt. 1997 | Qualifikation der Weltmeisterschaft 1998              | 64.272    |
| Griechenland   | Russland                 | 1:1      | 18. Feb. 1998 | Freundschaftsspiel                                    | 0750      |
| Griechenland   | Slowenien                | 2:2      | 6. Sep. 1998  | Qualifikation der Europameisterschaft 2000            | 28.908    |
| Griechenland   | Georgien                 | 3:0      | 14. Okt. 1998 | Qualifikation der Europameisterschaft 2000            | 12.681    |
| Griechenland   | Kroatien                 | 3:2      | 10. Sep. 1998 | Freundschaftsspiel                                    | 03.608    |
| Griechenland   | Norwegen                 | 0:2      | 27. März 1999 | Qualifikation der Europameisterschaft 2000            | 42.571    |
| Griechenland   | Lettland                 | 1:2      | 9. Juni 1999  | Qualifikation der Europameisterschaft 2000            | 15.135    |
| Griechenland   | Albanien                 | 2:0      | 6. Okt. 1999  | Qualifikation der Europameisterschaft 2000            | 08.452    |
| Griechenland   | Deutschland              | 2:4      | 28. März 2001 | Qualifikation der Weltmeisterschaft 2002              | 59.000    |
| Griechenland   | England                  | 0:2      | 6. Juni 2001  | Qualifikation der Weltmeisterschaft 2002              | 62.000    |
| Argentinien    | Paraguay                 | 1:0      | 28. Aug. 2004 | Endspiel der Olympischen Sommerspiele 2004 im Fußball | 41.116    |
| AC Mailand     | FC Liverpool             | 2:1      | 23. Mai 2007  | Endspiel der UEFA Champions League 2007               | 68.000    |
| Griechenland   | Bosnien und Herzegowina  | 3:2      | 13. Okt. 2007 | Qualifikation der Europameisterschaft 2008            | 15.000    |
| Griechenland   | Malta                    | 5:0      | 17. Nov. 2007 | Qualifikation der Europameisterschaft 2008            | 31.300    |
| Griechenland   | Lettland                 | 5:2      | 10. Okt. 2009 | Qualifikation der Weltmeisterschaft 2010              | 31.300    |
| Griechenland   | Luxemburg                | 2:1      | 14. Okt. 2009 | Qualifikation der Weltmeisterschaft 2010              | 06.500    |
| Griechenland   | Ukraine                  | 0:0      | 14. Nov. 2009 | Qualifikation der Weltmeisterschaft 2010              | 35.000    |
| Griechenland   | Schweiz                  | 0:1      | 23. März 2018 | Länderspiel                                           | 05.000    |